# Arto Bryggare
Pour les articles homonymes, voir Arto (homonymie).
Arto Bryggare, né le 26 mai 1958 à Kouvola, est un ancien athlète finlandais spécialiste du 110 mètres haies qui fut à plusieurs reprises médaillé lors des Jeux olympiques, des Championnats du monde et des Championnats d'Europe. Il est par la suite devenu un homme politique, membre du Parti social-démocrate de Finlande.

## Biographie

### Carrière sportive
Arto Bryggare est tout d'abord champion d'Europe juniors en 1977 à Donetsk, dans le temps de 13 secondes 84 centièmes.
Il commence sa carrière en élite internationale à l'occasion des Championnats d'Europe 1978 à Prague. Il y décroche la médaille de bronze du 110 mètres haies, battu de deux centièmes de seconde pour l'or par Thomas Munkelt et d'un centième de seconde pour l'argent par Jan Pusty. 
Quatre ans plus tard, il remporte une nouvelle médaille de bronze aux Championnats d'Europe d'Athènes. Lors des Championnats du monde d'Helsinki en 1983, Arto Bryggare termine à la deuxième place de la finale du 110 mètres haies remportée par l'Américain  Greg Foster. L'année suivante, il remporte la médaille de bronze des Jeux olympiques de 1984 à Los Angeles. Avec un temps de 13 s 40, il est devancé par Roger Kingdom et Greg Foster. Il devient le premier athlète finlandais de l'histoire à monter sur un podium olympique dans des épreuves de sprint. Durant les séries, Bryggare réalise 13 s 35, meilleure performance de sa carrière.
Aux Championnats d'Europe 1986 de Stuttgart, Bryggare monte à nouveau sur un podium européen en prenant la deuxième place d'une finale remportée par le Français Stéphane Caristan. Il décide de mettre un terme à sa carrière après les Jeux olympiques de 1992.

### Carrière politique
Arto Bryggare est membre du Parlement de Finlande de 1995 à 1999, et de 2003 à 2007, au sein du Parti social-démocrate.

### Vie privée
Depuis 2015, il entretient une relation à longue distance avec l'athlète allemande Heike Drechsler. Elle se marie avec lui le 31 janvier 2019, et le mariage est officialisé sur les registres le 24 mai suivant.

## Palmarès

### Jeux olympiques
- Jeux olympiques d'été de 1984 à Los Angeles :
  -  Médaille de bronze du 110 mètres haies

### Championnats du monde
- Championnats du monde 1983 à Helsinki :
  -  Médaille d'argent du 110 mètres haies

### Championnats d'Europe
- Championnats d'Europe 1978 à Prague :
  -  Médaille de bronze du 110 mètres haies
- Championnats d'Europe 1982 à Athènes :
  -  Médaille de bronze du 110 mètres haies
- Championnats d'Europe 1986 à Stuttgart :
  -  Médaille d'argent du 110 mètres haies

### Championnats d'Europe en salle
- Championnats d'Europe en salle 1981 à Grenoble :
  -  Médaille d'or du 50 mètres haies
- Championnats d'Europe en salle 1987 à Liévin :
  -  Médaille d'or du 60 mètres haies

### Records
| Épreuve     | Performance | Lieu        | Date            |
| ----------- | ----------- | ----------- | --------------- |
| 110 m haies | 13 s 35     | Los Angeles | 5 août 1984     |
| 60 m haies  | 7 s 56      | Budapest    | 6 mars 1983     |
| 60 m haies  | 7 s 56      | Liévin      | 22 février 1987 |